# Cyrtoclytus
Cyrtoclytus – rodzaj chrząszczy z rodziny kózkowatych i podrodziny kózkowych (Cerambycinae).
Chrząszcze zbliżone wyglądem do rodzaju Clytus, od którego różni się długim, gęstym, sterczącym owłosieniem całego ciała, włącznie z odnóżami. Głowę charakteryzuje odległość między wewnętrznymi krawędziami wzgórków czułkowych identyczna z rozstawem wewnętrznych krawędzi oczu oraz brak kila pośrodku jak i po bokach czoła. Kształt tarczki jest trójkątny. Pokrywy są za barakami bulwiasto wyniesione. 
Larwy mają ciało smukłe, krótko i gęsto oszczecinione. Biała, poprzeczna głowa ma szeroko zaokrąglone boki za środkiem oraz delikatnie odgiętą krawędź tylną; wyposażona jest w jedną parę oczu larwalnych. Nagie czoło ma nieco wykrojony przedni brzeg. Czułki mają człon drugi najwyżej nieco dłuższy niż szeroki, natomiast trzeci półtora raza dłuższy od swej szerokości. Na gładkich policzkach wyróżnić można po jednym rządku silnych, choć krótkich szczecinek. Bardzo delikatnie pomarszczone podgębie ma małe, ciemno pigmentowane wklęsłości przyśrodkowe. Brązowa gula jest niemal kwadratowego kształtu. Poprzeczna warga górna zaopatrzona jest w gęste szczecinki peryferyjne. Żuwaczki mają czarne części nasadowe. Szczęki mają niewyraźne wyrostki boczne i trójczłonowe głaszczki szczękowe. Bródka nie ma bocznych sklerytów, zaś podbródek opatrzony jest parą szczecinek. Głaszczki wargowe budują dwa człony podobnej długości i krótsze od języczka. Odnóża są zredukowane do nieczłonowanych wypustek. Przetchlinki na tułowiu są dwukrotnie dłuższe niż szerokie.
Rodzaj eurazjatycki, najliczniej reprezentowany w palearktycznej i orientalnej Azji Wschodniej. Na zachód dociera do Francji i Wielkiej Brytanii, zaś na wschód sięga Sachalinu, Kurylów i Japonii. W Europie, w tym w Polsce, ma tylko jednego przedstawiciela – biegowca klonowego.
Takson ten wprowadzony został po raz pierwszy w 1882 roku przez Ludwiga Ganglbauera. Należy do niego 20 opisanych gatunków:
- Cyrtoclytus agathus Holzschuh, 1999
- Cyrtoclytus callizonus (Gahan, 1906)
- Cyrtoclytus capra Germar, 1824 – biegowiec klonowy
- Cyrtoclytus caproides Bates, 1873
- Cyrtoclytus dalatensis Niisato & Kusakabe, 2009
- Cyrtoclytus elegans Pesarini & Sabbadini, 2015
- Cyrtoclytus elegantissimus Niisato & Chou, 2009
- Cyrtoclytus formosanus Gressitt, 1934
- Cyrtoclytus kusamai Niisato, 1988
- Cyrtoclytus luteomarginatus Pic, 1914
- Cyrtoclytus marketae Viktora, 2015
- Cyrtoclytus matsumotoi Niisato, 1989
- Cyrtoclytus monticallisus Komiya, 1980
- Cyrtoclytus multizonus Gressitt, 1951
- Cyrtoclytus ohbayashii Niisato & Chou, 2009
- Cyrtoclytus petrae Viktora, 2015
- Cyrtoclytus scapalis Holzschuh, 2003
- Cyrtoclytus tatsuyai Holzschuh, 2011
- Cyrtoclytus tazoei Niisato, 1987
- Cyrtoclytus yunamensis Pic, 1906